# Geikiidae
Geikiidae e uma família de Dicinodontes do Permiano Superior. Seus fósseis foram encontrados na Escócia, África do Sul, e Tanzânia. A família foi primeiro nomeada por Franz Nopcsa em 1923, apesar que a descrição de 1948 da família por Friedrich von Huene a trouxe ao uso comum. Von Huene estabeleceu Geikiidae como uma família monotípica para Geikia, na época conhecida na Escócia. Ele distinguiu Geikia dos outros Dicinodontes pela falta do osso preparietal. Geikiideos eram classificados como relativos próximos dos Dicynodon e Lystrosaurus, mas as características que ligam esses Dicinodontes são vistas de varias outras formas. É mais provável que as características vistas em Dicynodon e Lystrosaurus, como cavidades oculares amplamente separadas, tenham evoluído paralelamente aos Geikiideos.